# 이상한 나라의 앨리스
《이상한 나라의 앨리스》(영어: Alice in Wonderland)는 영국의 수학자이자 작가인 찰스 루트위지 도지슨이 루이스 캐럴이라는 필명으로 1865년에 발표한 소설이다. 앨리스가 토끼굴에 들어가 기묘하고 의인화된 생명체들이 사는 환상의 세계에서 모험을 겪는 이야기를 담고 있다. 원제는 《앨리스의 지하탐험》(Alice's Adventures in underground. )이지만 《이상한 나라의 앨리스》(Alice in Wonderland)로 더 많이 알려져 있다. 아이들뿐만 아니라 어른들에게도 높은 인기를 얻은 이 이야기는 훗날 연극, 영화, 텔레비전 드라마, 뮤지컬 등 다양한 분야에서 각색되었다.

## 배경
도지슨은 옥스퍼드 크라이스트 처치에 다니던 대학 교수 시절, 학장이었던 헨리 리델의 집에 하숙하였고 그 집의 아이들과 어울려 놀았다. 《이상한 나라의 앨리스》는 아이들과 어울려 놀면서 지어낸 이야기를 바탕으로 만들어졌다. 1862년 7월 4일 도지슨은 헨리 리델의 자녀들인 로리나, 앨리스, 에스디, 그리고 친하게 지내던 동료 교수인 로빈슨 더크워스와 함께 옥스퍼드를 지나가는 템스 강 줄기인 디 이시스(The Isis)에서 보트를 타며 이야기를 만들었다. 이야기 만들기에 참여한 사람들은 모두 등장인물이 되었는데, 각자의 이름을 재미있게 변형한 것이다. 주인공 앨리스 외에도 언니인 로리나는 앵무새(Lory)로, 동생 에스디는 어린 독수리(Eaglet)로, 신학생 더크워스는 오리(Duck)으로, 그리고 도지슨 자신은 도도새(Dodo)로 묘사하였다.
도지슨은 뱃놀이에서 지어진 이야기를 책으로 엮어야 겠다고 생각하고 1862년 11월부터 책을 만들기 시작하였다. 도지슨은 책에 나오는 생물들의 생태를 좀 더 연구하고, 줄거리를 다듬어 작가이자 성직자였던 조지 맥도날드의 자녀들에게 보여주었다. 1864년 11월 26일 도지슨은 스스로 삽화를 그리고 손수 제작한 《앨리스의 땅 속 모험》(Alice's Adventures Under Ground)을 앨리스 리델에게 선물하였다. 도지슨은 책 앞에 “여름날 추억 속 아이에게 주는 크리스마스 선물”이라고 적었다. 도지슨은 앨리스에게 준 선물과는 별도로 체셔 고양이 이야기와 미치광이 다과회 이야기가 덧붙여진 책을 구상하고 있었다. 앨리스에게 준 책은 15,500 낱말로 이루어져 있었지만, 새롭게 이야기를 보충한 것은 모두 27,500 낱말로 이루여져 있었다.
1865년 도지슨은 존 테니엘이 그린 삽화가 포함된 《이상한 나라의 앨리스》 초판을 출판하였다.

## 줄거리

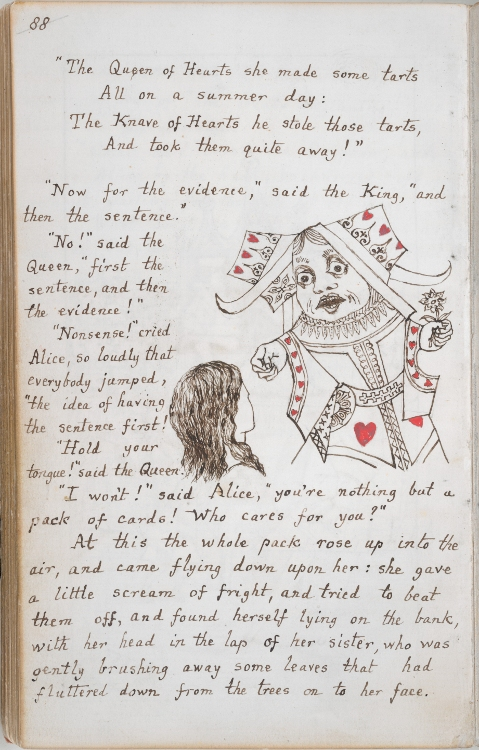
1864년 도지슨이 직접 그린 《앨리스의 땅 속 모험》

이상한 나라의 앨리스는 모두 12장으로 구성되어 있다.
- 제 1 장 토끼 굴속으로

앨리스는 언니와 함께 강둑에 있다가 옷을 입고 회중시계를 가진 토끼를 따라 굴 속으로 들어가게 된다. 굴 속에는 큰 방이 있고 여러 개의 문이 있고, 앨리스는 그 가운데 가장 작은 문 밖으로 보이는 정원에 가고 싶지만 방법을 찾지 못하다 탁자 위에 있는 병을 마시고 작아진다. 하지만 열쇠를 탁자 위에 올려 놓아서 문을 열 수 가 없다. 앨리스가 탁자 밑에 있는 케이크를 발견하여 먹게된다.
- 제 2 장 눈물 웅덩이

케이크를 먹은 앨리스는 몸이 커졌고, 탁자 위의 열쇠로 문을 열었지만 지나갈 수 없었다. 어찌할 수 없게 된 앨리스가 눈물을 흘리며 울자 웅덩이가 생겼다. 이때 흰토끼가 장갑과 부채를 들고 지나가다 앨리스가 부르는 소리에 깜짝 놀라 그것들을 떨어뜨리고 사라진다. 앨리스는 흰토끼가 떨어트린 부채를 부치고 작아져서 자신이 흘린 눈물 웅덩이에 빠져서 떠내려간다. 눈물 웅덩이엔 여러 동물들이 함께 빠져 있었다.
- 제 3 장 코커스 경주와 긴 이야기

눈물 웅덩이를 빠져나온 여러 동물들이 몸을 말리기 위해 코커스 경주를 한다. 앨리스가 고양이 디나 이야기를 꺼내자 동물들은 겁을 먹고 뿔뿔이 흩어진다.
- 제 4 장 토끼가 작은 빌을 보내다

흰토끼는 떨어트린 부채와 장갑을 찾아 다시 돌아오고, 앨리스를 하녀로 여기며 자신의 집으로 보낸다. 토끼 집에서 다시 커지는 약을 먹은 앨리스는 집에 갇히고 토끼는 정원사인 도마뱀 빌을 보내 집 안에서 무슨 일이 벌어지고 있는 지 알아보려 한다. 앨리스는 케이크를 집어 먹고 다시 작아지게 된다.
- 제 5 장 애벌레의 충고

앨리스는 버섯 위에 앉아 물담배를 피우는 애벌레를 만나 버섯을 먹고 몸이 커지는 작아지는 방법을 배운다.
- 제 6 장 돼지와 후추

앨리스는 공작부인 집에 들어간다. 공작부인 집에는 물건을 마구 던지는 주방장이 요리마다 온 통 후추가루 치는 바람에 아기가 울음을 그치지 않는다. 공작부인은 아기를 앨리스에게 맡기고 여왕의 크로켓 경기에 참가하러 떠난다. 앨리스가 아기를 밖으로 데리고 나오자 아기는 어느 새 돼지가 되어 있다.
- 제 7 장 미치광이 다과회

앨리스는 3월의 토끼와 모자장수, 그리고 겨울잠쥐가 모여 다과회를 하는 곳에 간다. 그들은 수수께끼를 내지만 아무도 맞추지 못하고 겨울잠쥐의 이야기를 듣는다. 앨리스는 무례함을 못참고 빠져 나온다.
- 제 8 장 여왕의 크로켓 경기장

앨리스는 하트 여왕의 크로켓 경주장에 도착한다. 하트 여왕은 아무에게나 화를 내며 목을 치라고 명령한다. 사형집행인이 공작부인을 사로잡아 온다.
- 제 9 장 모조 거북 이야기

공작부인은 들어서며 앨리스에게 다정한 척 치근댄다. 공작부인이 어떤 이야기든 교훈을 늘어 놓자 앨리스는 지루해 한다. 이 때 하트 여왕이 나타나고 공작부인은 도망간다. 하트 여왕은 앨리스에게 그리폰을 타고 모조 거북을 만나러 가라고 명령한다.
- 제 10 장 바닷가재 카드리유

그리폰과 함께 모조 거북을 만난 앨리스는 모조 거북이 들려주는 바닷가재 카드리유 이야기를 듣는다. 재판이 시작된다는 소리에 앨리스는 하트 여왕에게 되돌아간다.
- 제 11 장 누가 타르트를 훔쳤나?

왕은 잭이 여왕의 타르트를 훔쳤다며 재판을 열고는 시작하자 마자 유죄를 선고하려 한다. 하지만 하얀 토끼는 재판의 진행 절차에 따라 증언을 들어야 한다며 여러 증인을 데려온다. 그 사이 앨리스는 버섯을 먹어 몸이 점점 커진다. 모자 장수와 공작부인의 주방장이 차례로 증인으로 나서고, 마지막 증인으로 앨리스의 이름이 불린다.
- 제 12 장 앨리스의 증언

증인으로 나선 앨리스는 왕이 별다른 근거도 없이 잭을 처형하려는 것에 반대한다. 재판 끝에 여왕이 배심원의 평결도 듣지 않고 선고하라고 말하자, 몸이 커져서 아무도 두렵지 않게 된 앨리스는 그럴 수 없다고 반박한다. 입 조심하라는 여왕의 말에 앨리스는 너희는 그저 카드 한 벌일 뿐이라고 외친다. 카드들이 일제히 일어나 공중에 솟구쳐 앨리스를 잡기 위해 달려들고 앨리스는 꿈에서 깨어난다.

## 등장 인물 소개
| - 앨리스 - 흰토끼 - 생쥐 - 도도새 - 앵무새 - 어린 독수리 - 펫 - 도마뱀 빌 - 애벌레 | - 공작부인 - 체셔 고양이 - 3월 토끼 - 모자장수 - 겨울잠쥐 - 하트 여왕 - 하트 왕 - 하트 잭 - 그리폰 - 모조 거북 - 홍학 |

### 실존 인물과 등장 인물의 관계
도지슨이 앨리스의 모험을 처음 지을 때, 주인공의 모델이 된 앨리스 리델은 도지슨, 언니, 동생, 그리고 평소 알고 지내던 신학생인 로빈슨 더크워스와 함께 뱃놀이를 하고 있었다. 이들은 제3장 〈코커스 경주와 긴 이야기〉에서 이름을 살짝 바꾸어 등장한다. 도지슨은 자신을 소개할 때 약간 말을 더듬어 “도…도, 도지슨 입니다.”라고 하곤 하였기 때문에 도도새가 되었다. 신학생 로빈슨 더크워스는 성의 앞자를 따 오리(duck)가 되었고 언니 로리나는 앵무새(Lory), 동생 에스디는 어린 독수리(Eaglet)이 되었다.
도지슨은 이 외에도 실존 인물의 이름을 빌려 등장 인물을 만들었는데, 도마뱀 빌은 당시 영국 수상이었던 벤저민 디즈레일리(빌은 벤저민의 약칭이다)를, 모자 장수는 당시 발명가였던 시어필러스 카터(Carter → Hatter)의 성에서 빌렸다고 한다.

## 시와 노래
《이상한 나라의 앨리스》 안에는 여러 편의 시와 노래가 삽입되어 있는데, 대부분 당시 유명한 노래나 시를 패러디 한 것이다.
- 화창한 오후(All in the golden afternoon …) - 이야기가 만들어진 배경을 설명하는 서문으로 저자가 직접 지었다.
- 어쩜 이리 작은 악어가(How Doth the Little Crocodile): 17 - 18세기의 영국 작가인 아이작 와츠의 동요 〈게으름과 짖굳은 장난에 대항하여〉(Against Idleness and Mischief)를 각색한 것이다.
- 쥐꼬리처럼 긴 이야기 - 제3장 코커스 경주와 긴 이야기에 나오는 쥐꼬리처럼 길게 늘여 지은 시는 당시 유행하던 구체시를 따라한 것이다.
- 제5장 애벌레의 충고에 등장하는 〈늙으셨군요 윌리엄 신부님〉은 19세기 영국 낭만주의 시인 로버트 사우디의 〈노인의 평안은 어찌 얻게 되었나〉(The Old Man's Comforts and How He Gained Them)를 패러디한 것이다.
- 제6장 돼지와 후추에 등장하는 공작부인의 〈귀여운 아기에게 고함쳐〉( Speak roughly to your little boy...)는 19세기 미국 시인 데이비드 베이츠의 〈자상하게 말해요〉(Speak Gently)를 패러디한 것이다.
- 제7장 미치광이 다과회에서 모자 장수가 부르는 〈반짝 반짝 작은 박쥐〉(Twinkle, Twinkle, Little Bat)은 19세기 영국 작가 제인 테일러의 작은 별을 패러디 한 것이다.
- 제10장 바다가재 카드리유에 나오는 〈조금 더 빨리 걸어줄래?〉(Will you walk a little faster?)는 19세기 영국 작가 메리 하위트의 〈거미와 파리〉(The Spider and the Fly)를 패러디 한 것이다.
- 모조 거북이 부르는 〈아름다운 수프〉는 제임스 M. 세일러스의 〈저녁별, 아름다운 별〉(Star of the Evening, Beautiful Star)을 패러디한 것이다.
- 제11장 누가 타르트를 훔쳤지? 에 나오는 〈하트의 여왕이 타르트를 구웠네〉는 당시 유행하던 동요〈하트의 여왕, 스페이드의 왕, 클로버의 왕, 다이아몬드의 왕〉("The Queen of Hearts", "The King of Spades", "The King of Clubs", and "The Diamond King")의 첫 구절이다.
- 제12장 앨리스의 증언에 나오는 익명시 〈그들은 네가 그녀에게 갔다 하고는〉(They told me you had been to her)는 저자가 직접 지은 것이다.

## 속편
루이스 캐럴은 1871년 속편 《거울 나라의 앨리스》(Through the Looking-Glass)를 출간하였다.

## 각색
《이상한 나라의 앨리스》와《거울 나라의 앨리스》는 여러 차례 영화로 제작되었다. 가장 최근 작품은 미국의 팀 버튼이 감독한 영화이다.
2007년, 대한민국의 진은숙에 의해 오페라로 각색되기도 하였다.

## 출판상의 주요사건
- 1865년 - 미국판이 최초로 인쇄되었다.
- 1871년 - 도지슨이 런던 체재 중에 다른 앨리스, 앨리스 레이크스를 만나 거울에 비친 그녀의 거울상에 대한 대화가 《거울 나라의 앨리스》의 구상으로 이어졌다. 이 책 또한 많은 호평을 받았다.
- 1886년 - 캐럴이 초기의 《땅 속 나라의 앨리스의 모험》의 복제본을 출판하였다.
- 1890년 - 캐럴이 〈0세부터 5세의 독자를 위한〉특별판 The Nursery Alice를 출판하였다.
- 1960년 - 미국의 저술가 마틴 가드너가 《주석·이상한 나라의 앨리스》(The Nursery Alice)란 제목으로 《이상한 나라의 앨리스》와《거울 나라의 앨리스》를 한 권으로 묶어 출판하였다. 이 책에는 두 편에 대한 광범위한 주석이 들어있다.
- 1998년 - 옥션에서 초판본이 150만 달러에 낙찰되었으며, 이는 그 때까지의 아동문학으로서 최고 낙찰가이다. (남아 있는 1865년의 초판본은 약 22권으로 알려져 있으며, 17권은 도서관에, 5권은 개인이 소유하고 있다.)

《이상한 나라의 앨리스》는 에스페란토를 포함 50국 이상의 언어로 번역되고 있다.

## 같이 보기
- 거울 나라의 앨리스
- 이상한 나라의 앨리스 - 1951년작 애니메이션
- 이상한 나라의 앨리스 - 2010년작 영화
- 걸리버 여행기
- 요정여왕
- 붉은 여왕 가설
- 이상한 나라의 앨리스 보관됨 2022-05-18 - 웨이백 머신 - 정체불명